# Câu lạc bộ bóng đá Tiền Giang
Câu lạc bộ bóng đá Tiền Giang là một câu lạc bộ bóng đá Việt Nam có trụ sở ở thành phố Mỹ Tho, tỉnh Tiền Giang.

## Lịch sử
Được thành lập từ năm 1976 với tên gọi Đội bóng đá Tiền Giang, do Ty Thể dục - Thể thao Tiền Giang (sau đổi tên thành Sở Thể dục - Thể thao) quản lý, đội đã có mặt tại giải bóng đá Cửu Long dành cho các đội bóng ở khu vực Đồng bằng sông Cửu Long như: Đồng Tháp, An Giang... Suốt từ đó đến giải Giải bóng đá vô địch quốc gia năm đầu tiên 1980, Tiền Giang luôn được xem là một trong những đội bóng tiêu biểu và có truyền thống về bóng đá ở khu vực, là một trong những đội bóng đầu tiên tham gia Giải bóng đá vô địch quốc gia từ năm đầu tiên và cũng là nơi xuất thân của nhiều tuyển thủ Việt Nam.
Tuy vậy, ngay trong giải đấu đầu tiên năm 1980, đội cũng đã nếm ngay trái đắng đầu tiên khi trở thành đội bóng đầu tiên bị rơi khỏi giải đấu cao nhất của quốc gia. Mãi đến mùa bóng 1987 đội mới trở lại giải đấu cao nhất. Trong những năm sau đó, đội chủ yếu thi đấu ở giải hạng Nhất và cũng có vài lần thăng hạng. Tại mùa bóng này, với sự tài trợ của hãng Konica Minolta, đội đạt được ngôi Á quân và giành được quyền thi đấu tại Giải bóng đá vô địch quốc gia 2006. Đội cũng đổi sang tên gọi mới là Câu lạc bộ bóng đá Tiền Giang.
Mặc dù có lực lượng cầu thủ trẻ tài năng, nhiều người là nòng cốt trong các tuyển trẻ quốc gia, đội vẫn có thành tích thi đấu thất thường và bất ổn, thiếu một chiến lược đầu tư lâu dài. Mặc dù chính thức chuyển sang mô hình bán chuyên nghiệp từ mùa bóng 2006, với sự tài trợ của Công ty Thép Pomina, đội lại thi đấu yếu kém và rơi trở lại giải hạng Nhất. Trong những năm sau đó, đội thường xuyên có nhiều tai tiếng như nội bộ mâu thuẫn,, scandal bán độ,, thay huấn luyện viên liên tục. Các nhà tài trợ lần lượt đến rồi đi mà không trụ qua nổi mùa bóng. Kết thúc mùa bóng 2010, đội thi đấu yếu kém và phải xuống thi đấu ở giải hạng Nhì. Trước kết quả này, ngày 27 tháng 1 năm 2011, Ủy ban nhân dân tỉnh Tiền Giang ban hành Quyết định số 313/QĐ-UBND về việc giải thể Câu lạc bộ bóng đá Tiền Giang,. Một đội bóng mới bán chuyên nghiệp được thành lập, hình thành từ nòng cốt là đội U21 cùng 4 cầu thủ của đội hạng Nhất Tiền Giang còn lại, lấy lại tên Đội bóng đá Tiền Giang, thi đấu ở giải hạng Nhì Quốc gia với suất cũ của Câu lạc bộ bóng đá Tiền Giang. Từ đó đến nay, bóng đá Tiền Giang trải qua nhiều thăng trầm, mất hút trên bản đồ bóng đá đỉnh cao Việt Nam và luôn "nằm vùng" ở giải bóng đá hạng Nhì Quốc gia, là giải bóng đá phong trào do Liên đoàn bóng đá Việt Nam (VFF) trực tiếp điều hành và quản lý giải đấu.
Theo lãnh đạo tỉnh Tiền Giang thì phấn đấu đến năm 2018 đưa đội bóng lên thi đấu ở giải hạng Nhất quốc gia,. Đồng thời nỗ lực xây dựng lại bản sắc của Đội bóng đá Tiền Giang nhằm đáp ứng niềm tin và sự kỳ vọng của người hâm mộ . Thế nhưng, khép lại mùa giải hạng Nhì Quốc gia 2017, Tiền Giang không thể giành quyền lên chơi ở giải hạng Nhất Quốc gia 2018 như kỳ vọng khi đội bóng dừng chân ở vòng loại, không lọt vào vòng chung kết khi chỉ đứng thứ 6/8 đội ở bảng B.
Giữa năm 2017, Ủy ban nhân dân tỉnh Tiền Giang có chủ trương phát triển phong trào thể thao của tỉnh qua việc yêu cầu Sở Văn hóa, Thể thao và Du lịch lập Đề án phát triển thể thao của tỉnh (sau đó, Sở Văn hóa, Thể thao và Du lịch có xin ý kiến và được Ủy ban nhân dân tỉnh chấp thuận cho thay đổi thành Kế hoạch phát triển bóng đá của tỉnh). Sau thời gian xây dựng và lấy ý kiến dự thảo, đầu năm 2018, Sở Văn hóa, Thể thao và Du lịch tỉnh Tiền Giang đã ban hành Kế hoạch Phát triển bóng đá Tiền Giang đến năm 2020, định hướng đến năm 2025. Theo đó, bóng đá Tiền Giang sẽ được phát triển theo hướng toàn diện và bền vững; chú trọng phát triển bóng đá phong trào; nâng cao thành tích đội tuyển bóng đá, từng bước chuyên nghiệp hóa bóng đá, đưa bóng đá Tiền Giang phát triển trở thành một trong những trung tâm bóng đá mạnh của khu vực Đồng bằng sông Cửu Long. Tuy nhiên, vì một số lý do chủ quan lẫn khách quan mà kế hoạch này sau đó đã không được Ủy ban nhân dân tỉnh Tiền Giang phê duyệt.
Ngày 24 tháng 2 năm 2018, Sở Văn hóa, Thể thao và Du lịch tỉnh Tiền Giang và Câu lạc bộ Doanh nhân Tiền Giang tại thành phố Hồ Chí Minh (TGB) ký kết văn bản ghi nhớ hỗ trợ Bóng đá Tiền Giang về quản lý, điều hành Câu lạc bộ bóng đá chuyên nghiệp, vận hành đội bóng và câu lạc bộ ngày càng khoa học, hiệu quả. Đồng thời, Câu lạc bộ Doanh nhân Tiền Giang tại thành phố Hồ Chí Minh (TGB) sẽ vận động các đơn vị trong và ngoài TGB hướng về Bóng đá Tiền Giang với sự hợp tác và quảng bá, tài trợ thiết thực theo phương châm các bên cùng có lợi. Cùng với đó, TGB cũng phối hợp và hỗ trợ tổ chức các sự kiện để xây dựng và phát triển hình ảnh của Bóng đá Tiền Giang. Tuy nhiên vì nhiều lý do khách quan và chủ quan mà kế hoạch này sau đó không thực hiện được.
Bước vào mùa giải hạng Nhì Quốc gia 2018, với sự quan tâm khích lệ của lãnh đạo tỉnh, sự tiếp sức của TGB và một số mạnh thường quân,, Đội bóng đá Tiền Giang đặt mục tiêu thăng hạng Nhất Quốc gia (V.League 2) ngay ở mùa giải này,. Để chuẩn bị cho mục tiêu thăng hạng, Đội chủ yếu sử dụng nguồn lực cầu thủ trẻ do chính mình đào tạo đã thi đấu ở các giải U19, U21, Giải hạng Nhì Quốc gia các mùa giải trước và có mời gọi một số cựu cầu thủ nổi bật trong lứa U21 Thép Pomina Tiền Giang từng vô địch Giải U21 Báo Thanh Niên lần thứ X năm 2006 tại Đà Nẵng như Trần Quốc Anh, Huỳnh Phúc Hiệp... Bên cạnh đó, có bổ sung một vài cầu thủ ngoại tỉnh đến từ các lò đào tạo HAGL, Viettel, Bình Thuận... Mặc dù, có sự chuẩn bị chu đáo và vững vàng với chiến lược dài hạn nhưng Đội vẫn thi đấu trầy trật không đúng với phong độ, một số cầu thủ có biểu hiện thi đấu thiếu tích cực, thậm chí có cựu cầu thủ gây mâu thuẫn với cả lãnh đạo đội bóng... Điều này làm cho kết quả của đội bóng sa sút, mất điểm ở một vài trận đấu trên nhà sân và ở các trận đấu gặp đối thủ yếu hơn. Để ổn định tình hình đội bóng, ở giai đoạn giữa lượt về, lãnh đạo đội bóng quyết định chấm dứt hợp đồng, thanh lý toàn bộ các cầu thủ chống phá Đội. Sau đó, dù kết quả thi đấu có khởi sắc hơn nhưng Đội bóng vẫn không đủ điểm giành được suất chơi ở Vòng chung kết thăng hạng khi chỉ xếp thứ 3 ở Bảng B với 13 điểm, kém xa đội xếp thứ 2 ở bảng đấu là An Giang đến 09 điểm. Như vậy, Đội bóng đá Tiền Giang có một mùa giải thất vọng mặc dù người hâm mộ nơi đây rất hy vọng, đến sân cổ vũ rất đông và nhiệt tình.
Ở các mùa giải 2019 - 2024 do gặp khó khăn về lực lượng: Các cầu thủ trong đội đa phần còn trẻ được bổ sung từ tuyến U18, U19 và mượn từ các đội bóng khác trong nước với chuyên môn còn yếu, kinh nghiệm thi đấu chưa nhiều; một vài cầu thủ có kinh nghiệm bị chấn thương; không có nhà tài trợ... nên lãnh đạo đội bóng chỉ đặt mục tiêu thi đấu nhằm mục đích cọ xát, tích lũy kinh nghiệm cho các mùa giải tiếp theo.

## Tên thi đấu qua các thời kỳ
- Đội bóng đá Tiền Giang: 1976 - 2005
- Câu lạc bộ bóng đá Thép Pomina Tiền Giang: 2006
- Câu lạc bộ bóng đá Giày Thành Công Tiền Giang: 2007
- Câu lạc bộ bóng đá SHS Tiền Giang: 2008
- Câu lạc bộ bóng đá Tôn Phước Khanh Tiền Giang: 2009
- Câu lạc bộ bóng đá Hải Nhân Tiền Giang: 2010
- Đội bóng đá Tiền Giang: 2011 - đến nay

## Thành tích
Giải bóng đá Vô địch Quốc gia (V.League):
Giải bóng đá hạng nhất quốc gia:
- Á quân (1 lần): Năm 2005

Giải bóng đá Cúp Quốc gia:
Siêu cúp bóng đá Việt Nam:
Giải bóng đá U21 quốc gia (Việt Nam):
- Vô địch (1 lần): Năm 2006

Giải bóng đá Cúp Truyền hình Tiền Giang (Cúp THTG):
- Vô địch (2 lần): Năm 2012, Năm 2014

## Đội hình
Không

## Thành phần ban huấn luyện hiện nay
| Thành phần ban huấn luyện CLB bóng đá Tiền Giang \| Huấn luyện viên trưởng: Trợ lý huấn luyện viên: \| Hà Vương Ngầu Nại \| |                   |
| Huấn luyện viên trưởng: Trợ lý huấn luyện viên:                                                                             | Hà Vương Ngầu Nại |

## Lãnh đạo câu lạc bộ
| Thành phần lãnh đạo câu lạc bộ hiện nay \| Chủ tịch câu lạc bộ: Giám đốc điều hành: Giám đốc kỹ thuật: Trưởng đoàn: \| |                                           |
| Chủ tịch câu lạc bộ: Giám đốc điều hành: Giám đốc kỹ thuật: Trưởng đoàn:                                               | Việt Nam · Việt Nam · Việt Nam · Việt Nam |

## Thành viên nổi bật

### Cầu thủ trẻ xuất sắc
Cầu thủ đoạt giải Cầu thủ trẻ xuất sắc nhất khi đang chơi cho Tiền Giang:
- Nguyễn Thành Long Giang - 2006
- Nguyễn Thành Long Giang - 2007

## Các huấn luyện viên trong lịch sử
| Tên các huấn luyện viên | Quốc tịch | Thời gian            |
| ----------------------- | --------- | -------------------- |
| Hà Vương Ngầu Nại       | Việt Nam  | 2024                 |
| Issawa Singthong        | Thái Lan  | 2023                 |
| Phạm Văn Rạng           | Việt Nam  | 2013 - 2023          |
| Đỗ Văn Minh             | Việt Nam  | 01/2012 - 6/2013     |
| Nguyễn Kim Hằng         | Việt Nam  | 01/2011 - 06/2011    |
| Phạm Văn Rạng           | Việt Nam  | 05/2010 - 07/2010    |
| Đỗ Văn Minh             | Việt Nam  | 15/03/2010 - 05/2010 |
| Nguyễn Văn Thịnh        | Việt Nam  | 01/2010 - 15/03/2010 |
| Đỗ Văn Minh             | Việt Nam  | 14/03/2007 - 2009    |
| Nguyễn Kim Hằng         | Việt Nam  | 05/2006 - 03/2007    |
| Vũ Trường Giang         | Việt Nam  | 2005 - 05/2006       |

## Lịch sử tham dự các giải đấu (từ mùa giải 1980 - nay)
| Mùa giải    | Giải đấu tham dự                                                                           | Thứ hạng                                      | Thành tích               | Ghi chú |
| ----------- | ------------------------------------------------------------------------------------------ | --------------------------------------------- | ------------------------ | --- |
| 2024        | Giải bóng đá Hạng Nhì Quốc gia 2024                                                        | -                                             | -                        | |
| 2023        | Giải bóng đá Hạng Nhì Quốc gia 2023                                                        | Thứ 5 Bảng B                                  | Trụ hạng                 | |
| 2022        | Giải bóng đá hạng nhì quốc gia 2022                                                        | Thứ 5 Bảng B                                  | Trụ hạng                 | |
| 2021        | Giải bóng đá hạng nhì quốc gia 2021                                                        | Giải đấu bị hủy do COVID-19                   | Bảo lưu hạng             | |
| 2020        | Giải bóng đá hạng nhì quốc gia 2020                                                        | Thứ 7 Bảng B                                  | Trụ hạng                 | |
| 2019        | Giải bóng đá hạng nhì quốc gia 2019                                                        | Thứ 4 Bảng B                                  | Trụ hạng                 | |
| 2018        | Giải bóng đá hạng nhì quốc gia 2018                                                        | Thứ 3 Bảng B                                  | Trụ hạng                 | |
| 2017        | Giải bóng đá hạng nhì quốc gia 2017                                                        | Thứ 6 Bảng B                                  | Trụ hạng                 | |
| 2016        | Giải bóng đá hạng nhì quốc gia 2016                                                        | Thứ 5 Bảng B                                  | Trụ hạng                 | |
| 2015        | Giải bóng đá hạng nhì quốc gia 2015                                                        | Thứ 4 Bảng B                                  | Trụ hạng                 | |
| 2014        | Giải bóng đá hạng nhì quốc gia 2014                                                        | Thứ 1 Bảng D                                  | Trụ hạng                 | Lọt vào vòng chung kết thăng hạng V.League 2 nhưng chỉ giành quyền trụ hạng do thất bại ở cặp đấu chéo thuộc VCK |
| 2013        | Giải bóng đá hạng nhì quốc gia 2013                                                        | Thứ 6 Bảng C                                  | Trụ hạng                 | Bắt đầu từ mùa giải 2013, Giải bóng đá Vô địch Quốc gia được gọi tắt là V.League 1, còn Giải bóng đá Hạng Nhất Quốc gia được gọi tắt là V.League 2 |
| 2012        | Giải bóng đá hạng nhì quốc gia 2012                                                        | Thứ 3 Bảng C                                  | Trụ hạng                 | |
| 2011        | Giải bóng đá hạng nhì quốc gia 2011                                                        | Thứ 4 Bảng C                                  | Trụ hạng                 | Cuối mùa giải 2011, Công ty Cổ phần bóng đá chuyên nghiệp Việt Nam (VPF) được thành lập, có trách nhiệm tổ chức, quản lý và điều hành các giải thi đấu bóng đá chuyên nghiệp tại Việt Nam |
| 2010        | Giải bóng đá hạng nhất quốc gia 2010                                                       | Hạng 13                                       | Rớt xuống giải Hạng Nhì  | Giải bóng đá Hạng Nhì Quốc gia là giải đấu có cấp bậc thứ 3 trong hệ thống giải đấu bóng đá Việt Nam |
| 2009        | Giải bóng đá hạng nhất quốc gia 2009                                                       | Hạng 10                                       | Trụ hạng                 | |
| 2008        | Giải bóng đá hạng nhất quốc gia 2008                                                       | Hạng 9                                        | Trụ hạng                 | |
| 2007        | Giải bóng đá hạng nhất quốc gia 2007                                                       | Hạng 8                                        | Trụ hạng                 | |
| 2006        | Giải bóng đá Vô địch Quốc gia (V-League) 2006                                              | Hạng 13                                       | Rớt xuống giải Hạng Nhất | Giải bóng đá Hạng Nhất Quốc gia là giải đấu có cấp bậc thứ 2 trong hệ thống giải đấu bóng đá Việt Nam |
| 2005        | Giải bóng đá hạng nhất quốc gia 2005                                                       | Đạt giải Á quân                               | Lên hạng V-League        | |
| 2004        | Giải bóng đá hạng nhất quốc gia 2004                                                       | Hạng 7                                        | Trụ hạng                 | |
| 2003        | Giải bóng đá hạng nhất quốc gia 2003                                                       | Hạng 5                                        | Trụ hạng                 | |
| 2001 - 2002 | Giải bóng đá hạng nhất quốc gia Việt Nam 2001-2002                                         | Hạng 5                                        | Trụ hạng                 | |
| 2000 - 2001 | Giải bóng đá hạng nhất quốc gia Việt Nam 2000-2001                                         | Hạng 6                                        | Trụ hạng                 | Năm 2000, Liên đoàn bóng đá Việt Nam thành lập mới Giải Vô địch bóng đá Quốc gia chuyên nghiệp (V-League), đây là giải đấu có cấp bậc cao nhất của bóng đá Việt Nam. Giải bóng đá Hạng Nhất Quốc gia có cấp bậc thứ 2. Giải bóng đá Hạng Nhì Quốc gia có cấp bậc thứ 3 và Giải bóng đá Hạng Ba Quốc gia có cấp bậc 4 |
| 1999 - 2000 | Giải bóng đá Hạng Nhì Quốc gia 1999-2000                                                   | -                                             | Trụ hạng                 | |
| 1998 - 1999 | Giải bóng đá Hạng Nhì Quốc gia 1998-1999                                                   | -                                             | Trụ hạng                 | |
| 1997 - 1998 | Giải bóng đá Hạng Nhì Quốc gia 1997-1998                                                   | -                                             | Trụ hạng                 | Năm 1997, Liên đoàn bóng đá Việt Nam thành lập mới Giải bóng đá Hạng Nhất Quốc gia (cấp bậc 1). Giải bóng đá Hạng Nhì Quốc gia (cấp bậc 2) thay thế Giải bóng đá A1 toàn quốc và Giải bóng đá Hạng Ba Quốc gia (cấp bậc 3) thay thế Giải bóng đá A2 toàn quốc                                                        |
| 1996 - 1997 | Giải bóng đá A1 toàn quốc                                                                  | -                                             | Trụ hạng                 | |
| 1995 - 1996 | Giải bóng đá A1 toàn quốc                                                                  | -                                             | Trụ hạng                 | |
| 1993 - 1994 | Giải bóng đá các đội mạnh toàn quốc lần thứ IV (Giải bóng đá Vô địch Việt Nam lần thứ XII) | -                                             | Rớt xuống hạng A1        | |
| 1992        | Giải bóng đá các đội mạnh toàn quốc lần thứ III (Giải bóng đá Vô địch Việt Nam lần thứ XI) | Vào vòng tứ kết                               | Trụ hạng                 | |
| 1991        | Giải bóng đá các đội mạnh toàn quốc lần thứ II (Giải bóng đá Vô địch Việt Nam lần thứ X)   | Vào vòng tứ kết                               | Trụ hạng                 | |
| 1990        | Giải bóng đá các đội mạnh toàn quốc lần thứ I (Giải bóng đá Vô địch Việt Nam lần thứ IX)   | Thứ sáu bảng C                                | Trụ hạng                 | Năm 1990, Liên đoàn bóng đá Việt Nam thành lập mới Giải bóng đá các đội mạnh toàn quốc, đây là giải đấu có cấp bậc cao nhất của bóng đá Việt Nam thời kỳ này. Giải bóng đá A1 toàn quốc có cấp bậc thứ 2 và Giải bóng đá A2 toàn quốc có cấp bậc thứ 3                                                               |
| 1989        | Giải bóng đá A1 toàn quốc lần thứ VIII                                                     | Lọt vào top 18 đội được công nhận là đội mạnh | Trụ hạng                 | |
| 1988        | Giải bóng đá A1 toàn quốc không được tổ chức theo yêu cầu của các đội bóng                 | -                                             | -                        | |
| 1987        | Giải bóng đá A1 toàn quốc lần thứ VII                                                      | Thứ 5 nhóm 2                                  | Trụ hạng                 | |
| 1986        | Giải bóng đá A2 toàn quốc                                                                  | -                                             | Lên hạng A1              | |
| 1985        | Giải bóng đá A2 toàn quốc                                                                  | -                                             | Trụ hạng                 | |
| 1984        | Giải bóng đá A2 toàn quốc                                                                  | -                                             | Trụ hạng                 | |
| 1982 - 1983 | Giải bóng đá A2 toàn quốc                                                                  | -                                             | Trụ hạng                 | |
| 1981 - 1982 | Giải bóng đá A2 toàn quốc                                                                  | -                                             | Trụ hạng                 | |
| 1980        | Giải bóng đá A1 toàn quốc lần thứ I                                                        | Thứ 6 Bảng A                                  | Rớt xuống hạng A2        | Giải bóng đá A1 toàn quốc là giải đấu có cấp bậc cao nhất của bóng đá Việt Nam thời kỳ đó. Giải bóng đá A2 toàn quốc có cấp bậc thứ 2 |

## Sân vận động
Sân vận động Tiền Giang (tọa lạc tại Số 1A, đường Phan Lương Trực, phường 6, thành phố Mỹ Tho, tỉnh Tiền Giang), là sân nhà của Đội bóng đá Tiền Giang, nằm dưới sự quản lý của Sở Văn hóa, Thể thao và Du lịch tỉnh Tiền Giang.
Sân đạt tiêu chuẩn quốc gia, có hệ thống chiếu sáng, bảng điện tử và đường chạy hiện đại có thể phục vụ tốt cho các hoạt động thể dục thể thao như bóng đá, điền kinh và các hoạt động xã hội khác. Với sức chứa khoảng 12.000 khán giả, gồm 2 khán đài: A (ở phía Tây) và B (ở phía Đông) đều chưa lắp ghế ngồi. Năm 2008, được sự đồng ý của Ủy ban nhân dân tỉnh Tiền Giang, Sở Văn hóa, Thể thao và Du lịch tỉnh Tiền Giang đã đầu tư xây dựng hệ thống đèn chiếu sáng + lắp đặt bảng điện tử (kinh phí đầu tư của hai hạng mục này khoảng 14,6 tỷ đồng), đường chạy sân vận động và nội thất khán đài A.
Bảng điện tử tỷ số sân vận động được lắp đặt là loại TRANS-LUX SC-8120-2 có kích thước 6,35 m x 2,35 m. Riêng hệ thống đèn chiếu sáng đã được khánh thành và đưa vào sử dụng từ ngày 28 tháng 8 năm 2009 trong trận đấu giữa hai đội U21 Tiền Giang gặp U21 Tập đoàn Cao su (TĐCS) Đồng Tháp ở khuôn khổ Vòng loại Bảng F Giải U.21 Báo Thanh Niên lần thứ 13 năm 2009. Theo thiết kế, hệ thống đèn chiếu sáng gồm 4 hạng mục chính: 4 thân trụ đèn có tiết diện hình đa giác đều 12-20 cạnh thon dần về phía đỉnh được chế tạo bằng thép mạ kẽm cao 38 m đặt ở 4 góc sân; 4 dàn đèn được gắn trên đỉnh 4 trụ treo 30 bộ đèn pha/trụ; 1 thang máy di động phục vụ cho việc lên xuống để lắp đặt, thay thế, bảo dưỡng đèn an toàn và dễ dàng; 120 bộ đèn pha chuyên dụng thông minh Metal Halide thiết kế chống chóa chuyên dùng cho thể thao, công suất 2.000 W/bóng đảm bảo công suất sáng (độ rọi) trung bình đạt 1.200 Lux/120 bộ đèn với hệ số duy trì tính ở mức 0,8. Hệ thống đèn pha được thiết kế nhằm đem lại sự kết hợp hài hòa, tự nhiên của hình ảnh cầu thủ và khán giả với sự cân bằng của các yếu tố tương phản, hình ảnh ghi trung thực, không bị méo, mờ. Các đèn pha được định hướng, lắp đặt phù hợp để sân thi đấu có độ sấp bóng nhỏ nhất và có tỷ lệ ánh sáng cân bằng cao dù sân bóng được chiếu sáng từ 4 hướng. Chế độ chiếu sáng gồm 4 chế độ: 300 Lux (32 bóng), 600 Lux (64 bóng), 1.000 Lux (104 bóng) và 1.200 Lux (120 bóng) tương ứng với các chế độ: Huấn luyện, thi đấu, truyền hình trực tiếp theo tiêu chuẩn quốc gia và quốc tế. Do hệ thống đèn pha hoạt động ở điện áp 380 V, công suất tiêu thụ điện của hệ thống đèn chiếu sáng lớn nên được lắp đặt riêng một trạm biến áp 3 pha có công suất 400 kVA.

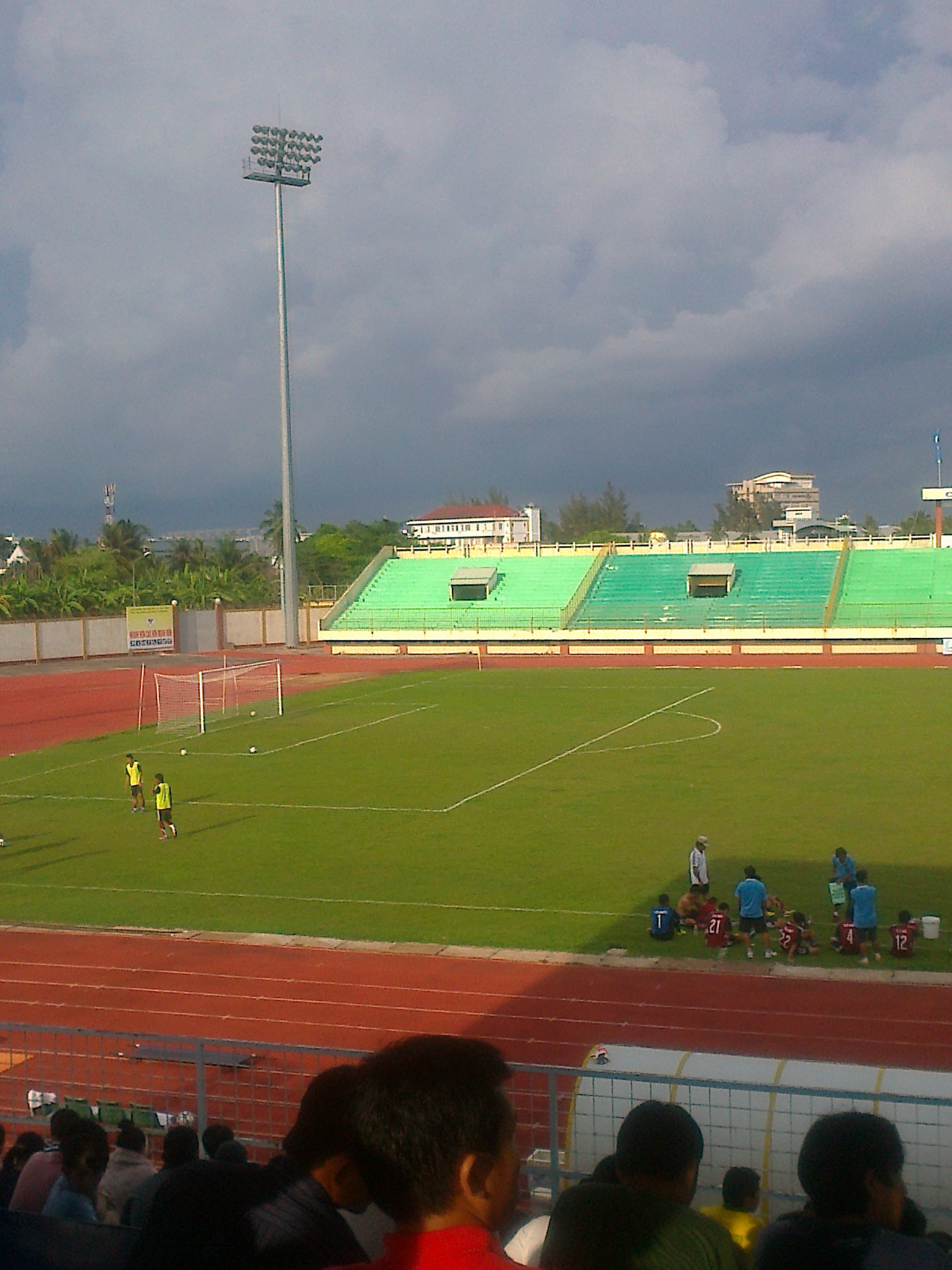
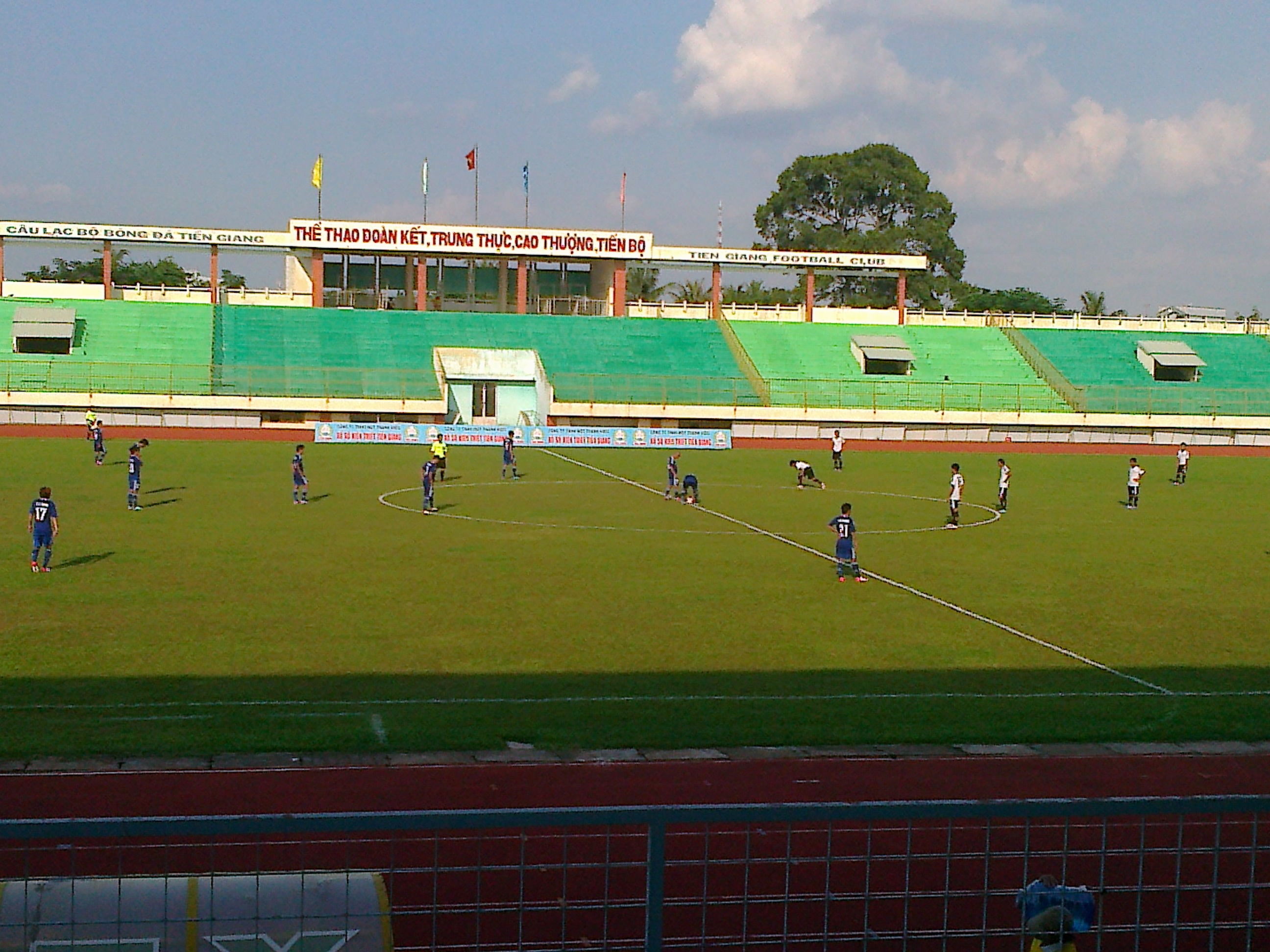
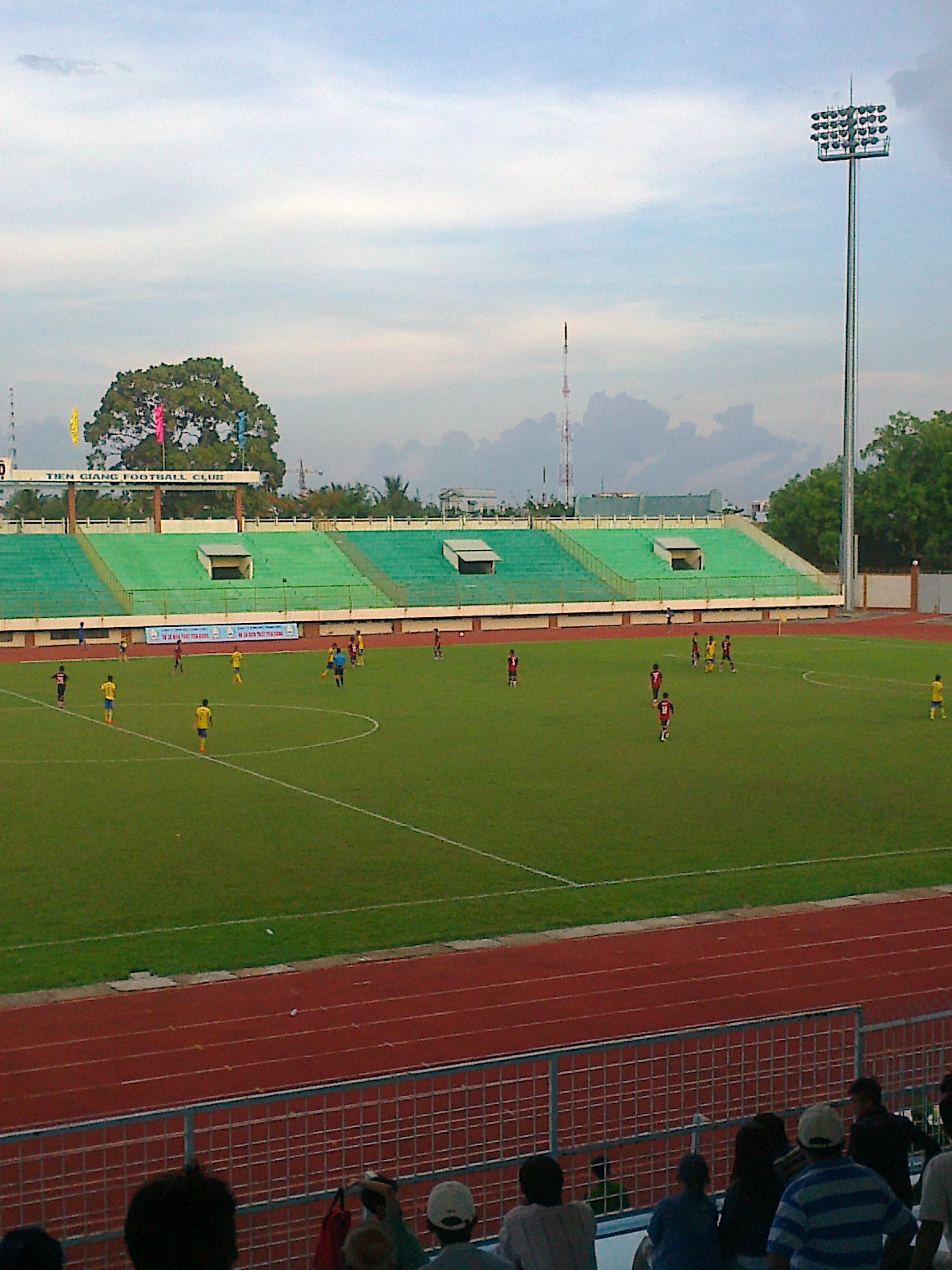

## Logo của câu lạc bộ

2006